# Loxoconcha subrugosa
Loxoconcha subrugosa is een mosselkreeftjessoort uit de familie van de Loxoconchidae. De wetenschappelijke naam van de soort is voor het eerst geldig gepubliceerd in 1976 door Ruggieri.